# Jaime Faria
Jaime Faria (Lisbona, 6 agosto 2003) è un tennista portoghese.
In singolare vanta alcuni titoli Challenger ed è stato all'87ª posizione del ranking nel febbraio 2025.
Nel circuito maggiore ha raggiunto i quarti di finale al Rio Open 2025, prima di venir eliminato da Camilo Ugo Carabelli.
A livello Slam ha raggiunto il secondo turno agli Australian Open 2025, per poi essere sconfitto da Novak Đoković.

## Statistiche

### Tornei minori

#### Singolare

##### Vittorie (8)
| Legenda tornei minori |
| Challenger (2)        |
| ITF (6)               |

| N. | Data            | Torneo                                                     | Superficie  | Avversario in finale  | Punteggio           |
| 1. | luglio 2022     | M15 Castelo Branco, Castelo Branco                         | Cemento     | Robin Bertrand        | 6–3, 7–6(6)         |
| 2. | ottobre 2022    | M15 Monastir, Monastir                                     | Cemento     | Hady Habib            | 7–5, 6–4            |
| 3. | febbraio 2022   | M25 Vila Real de Santo António, Vila Real de Santo António | Cemento     | Jelle Sels            | 6–3, 6–0            |
| 4. | 22 agosto 2021  | M25 Faro, Faro                                             | Cemento     | Vilius Gaubas         | 6–1, 6–3            |
| 5. | marzo 2024      | M25 Quinta do Lago, Loulé                                  | Cemento     | Hady Habib            | 6(6)–7, 7–6(3), 6–1 |
| 6. | marzo 2024      | M25 Vale do Lobo, Vale do Lobo                             | Cemento     | Hynek Bartoň          | 6–2, 3–1, rit.      |
| 7. | 19 maggio 2024  | Oeiras Challenger II, Oeiras                               | Terra rossa | Elias Ymer            | 3–6, 7–6(3), 6–4    |
| 8. | 27 ottobre 2024 | Curitiba Challenger, Curitiba                              | Terra rossa | Felipe Meligeni Alves | 6–4, 6–4            |

##### Finali perse (2)
| Legenda tornei minori |
| Challenger (1)        |
| ITF (1)               |

| N. | Data            | Torneo                                               | Superficie  | Avversario in finale | Punteggio        |
| 1. | marzo 2024      | M25 Sintra, Sintra                                   | Cemento     | Harry Wendelken      | 6–3, 2–6, 6(4)–7 |
| 2. | 13 ottobre 2024 | Copa Faulcombridge Open Ciudad de València, Valencia | Terra rossa | Pedro Martínez       | 1–6, 3–6         |

#### Doppio

##### Vittorie (6)
| Legenda tornei minori |
| Challenger (2)        |
| ITF (4)               |

| N. | Data             | Torneo                                                     | Superficie  | Compagno       | Avversari in finale                  | Punteggio      |
| 1. | giugno 2023      | M25 Martos, Martos                                         | Cemento     | Henrique Rocha | Parikshit Somani Ramkumar Ramanathan | 6–3, 7–6(3)    |
| 2. | ottobre 2023     | M25 Setúbal, Setúbal                                       | Cemento     | Henrique Rocha | Diogo Marques Frederico Gil          | 6–3, 6–3       |
| 3. | ottobre 2023     | M25 Tavira, Tavira                                         | Cemento     | Henrique Rocha | Aleksandr Braynin David Pichler      | 6–3, 6–1       |
| 4. | febbraio 2024    | M25 Vila Real de Santo António, Vila Real de Santo António | Cemento     | João Domingues | Thomas Fancutt Hunter Reese          | 7–6(2), 7–6(2) |
| 5. | 27 aprile 2024   | Ostrava Open Challenger, Ostrava                           | Terra rossa | Henrique Rocha | Jakob Schnaitter Mark Wallner        | 7–5, 6–4       |
| 6. | 7 settembre 2024 | Cassis Open Provence, Cassis                               | Cemento     | Henrique Rocha | Manuel Guinard Matteo Martineau      | 7–6(5), 6–4    |

##### Finali perse (6)
| Legenda tornei minori |
| Challenger (2)        |
| ITF (4)               |

| N. | Data           | Torneo                                                 | Superficie  | Compagno       | Avversari in finale               | Punteggio           |
| 1. | aprile 2023    | M25 Santa Margherita di Pula, Santa Margherita di Pula | Terra rossa | Henrique Rocha | Kai Wenhelt Mick Veldheer         | 6–3, 1–6, [12–14]   |
| 2. | 19 maggio 2023 | Oeiras Challenger II, Oeiras                           | Terra rossa | Henrique Rocha | Luke Johnson Sem Verbeek          | 7–6(6), 5–7, [6–10] |
| 3. | settembre 2023 | M25 Mataró, Mataró                                     | Terra rossa | Henrique Rocha | Rémy Bertola Gianmarco Ferrari    | 6(4)–7, 6–2, [9–11] |
| 4. | settembre 2023 | M25 Sintra, Sintra                                     | Cemento     | Henrique Rocha | Johannes Ingildsen Fred Simonsson | 6(5)–7, 6–3, [7–10] |
| 5. | 7 ottobre 2023 | Lisboa Belém Open, Lisbona                             | Terra rossa | Henrique Rocha | Karol Drzewiecki Zdeněk Kolář     | 3–6, 6(5)–7         |
| 6. | settembre 2024 | M25 Sintra, Sintra                                     | Cemento     | João Domingues | Dali Blanch Martin Damm Jr.       | 1–6, 2–6            |